# Morangaya pensilis
Morangaya pensilis  es una especie de planta fanerógama de la familia Cactaceae.

## Descripción
Morangaya pensilis por lo general crece abundantemente de forma ramificada y desordenada. La punta es de un llamativo color amarillo-verde, cilíndrica y cónica e inicialmente vertical, pero pronto se convierten en colgante. Tiene a menudo raíces aéreas. Los brotes son de 1 a 4 metros de largo y tienen un diámetro de 2 a 5 cm. Tiene de ocho hasta diez redondeadas costillas .  Los primeros seis a diez y luego hasta 70 y más dientes marginales son de color amarillo brillante y más o menos radiantes.
Las flores son tubulares  con forma de embudo de color naranja. Aparecen cerca de las puntas de los tallos y miden hasta 6,5 centímetros de longitud y puede alcanzar un diámetro de 4,5 centímetros. Los frutos son rojos, alargados y espinoso y contienen pulpa roja.

## Distribución
Morangaya pensilis se encuentra en la región del Cabo del mexicano estado de Baja California Sur.

## Taxonomía
Morangaya pensilis fue descrita por (Brandegee) J.A.Purpus y publicado en Monatsschrift für Kakteenkunde 18: 5. 1908.
Etimología
Morangaya: nombre genérico otorgado en honor a Reid Venable Moran (*1916), así como a Edward "Ed" George Gay y su esposa Elizabeth "Betty" Gay.
pensilis: epíteto latin o que se refiere al hábito de crecimiento de la planta.
Sinonimia
- Cereus pensilis Brandegee
- Echinocereus pensilis (K.Brandegee) J.A.Purpus [4][5][6]